# Єрусалим (аеропорт)
Міжнародний аеропорт «Єрусалим» (аеропорт Атарот / аеропорт Каланди) — невеликий аеропорт, розташований між Єрусалимом і Рамаллою. На момент його відкриття 1920 року став першим аеропортом у Британському мандаті в Палестині і залишався таким до 1930. Аеропорт був закритий для цивільного транспорту під час Другої інтифади 2001 року.
У 1920—1930 роках аеродром використовували британські військовики, а також для прийому важливих гостей, які прямували до Єрусалима. 1931 року уряд передав під аеродром землі єврейського села Атарот, зніс будинки та викорчував фруктові сади, щоб розширити аеродром. 1936 року аеропорт відкрили для регулярних рейсів. Під час Арабо-ізраїльської війни 1948—1949 років село Атарот захопив та зруйнував йорданський Арабський легіон.
Від 1948 до Шестиденної війни червня 1967 року аеропорт контролювала Йорданія. Після завершення Шестиденної війни аеропорт включили до складу міського муніципалітету Єрусалима.
На картах, представлених на саміті 2000 року в Кемп-Девіді, аеропорт Атарот було включено до ізраїльської частини Єрусалима. Йосі Бейлін запропонував використовувати аеропорт спільно палестинською й ізраїльською частинами Єрусалима, посилаючись на успішну модель Женевського міжнародного аеропорту, котрий використовують Швейцарія та Франція.

## Галерея

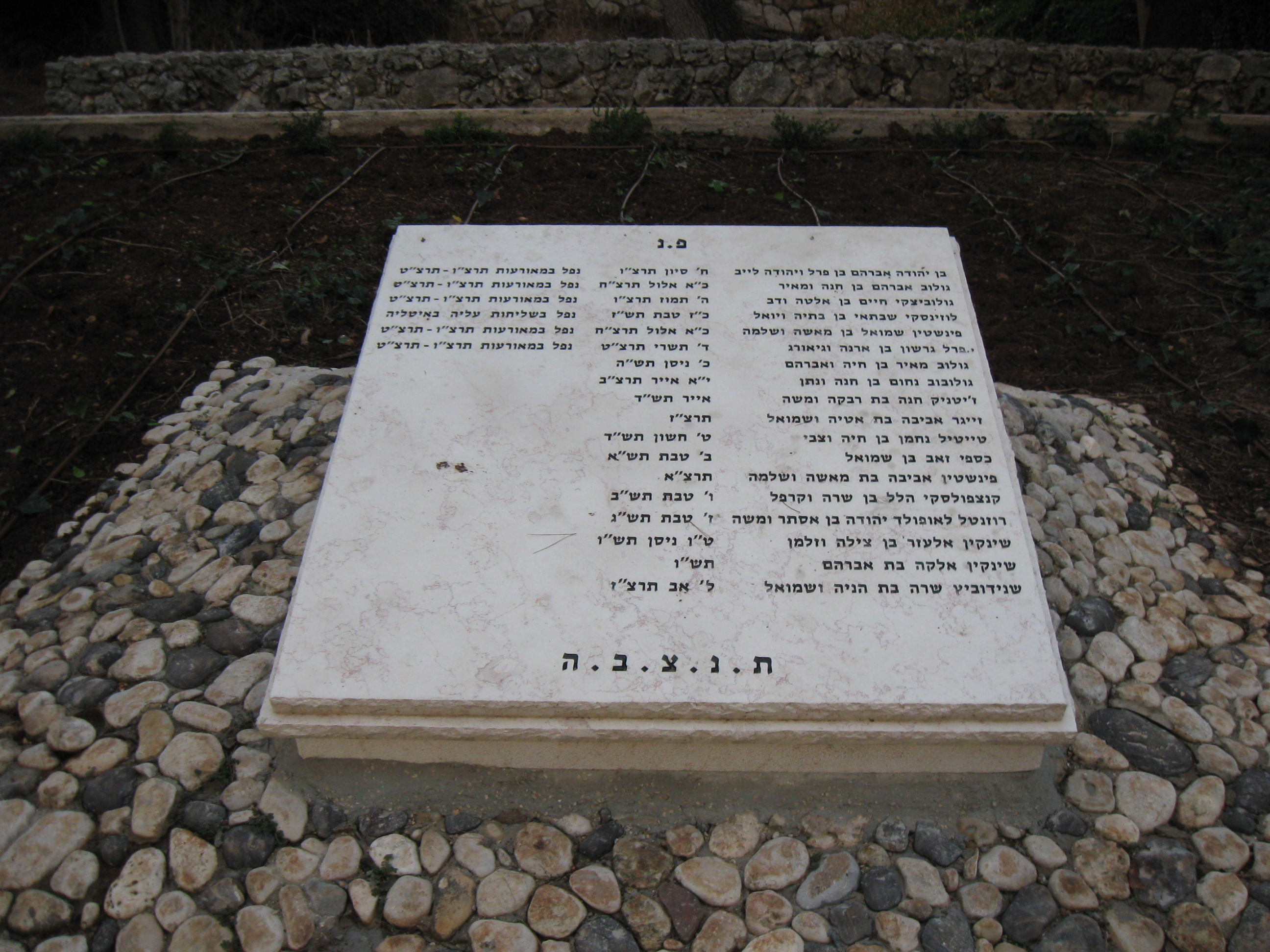
Кладовище села Атарот поряд з «Єрусалимським аеропортом»
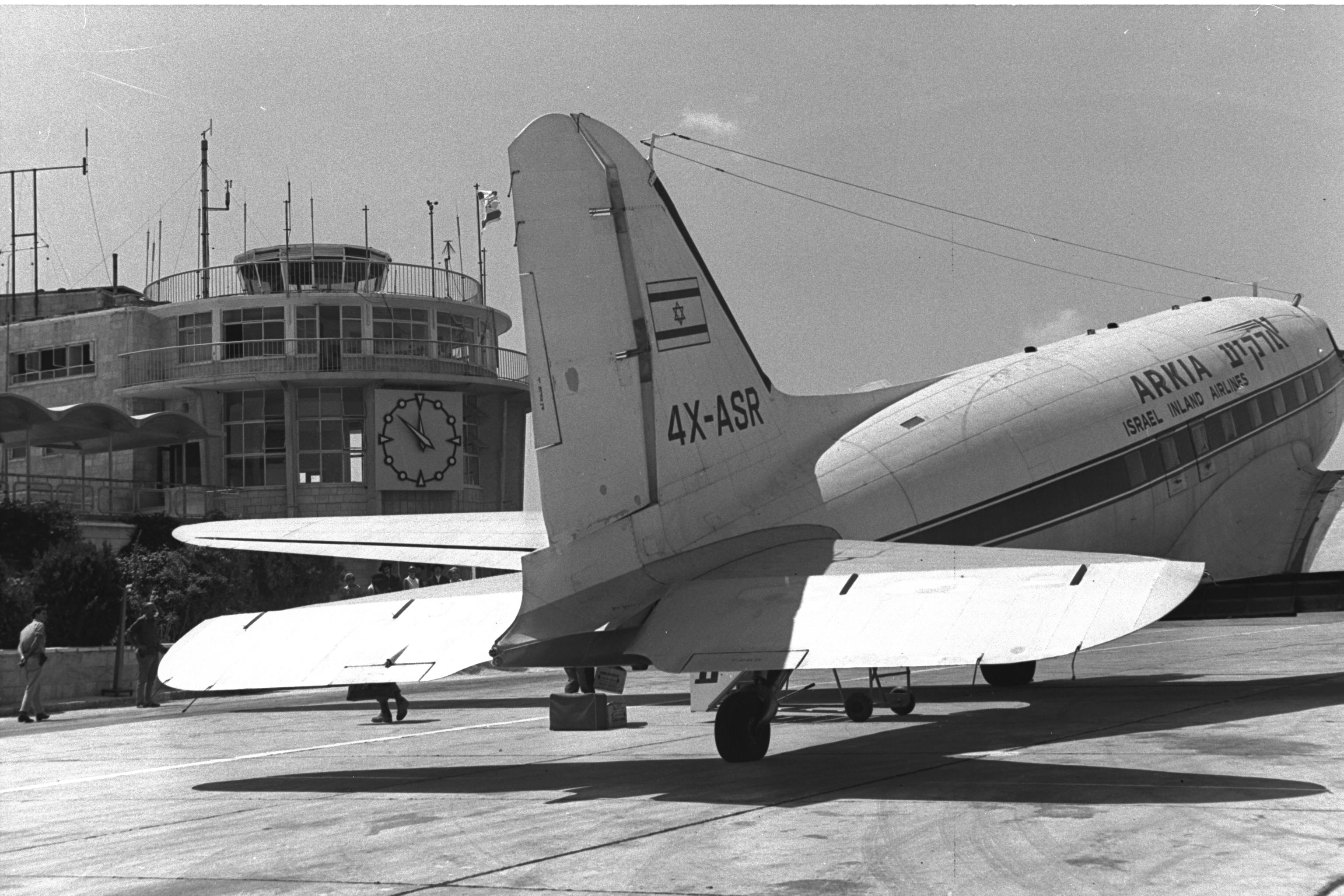
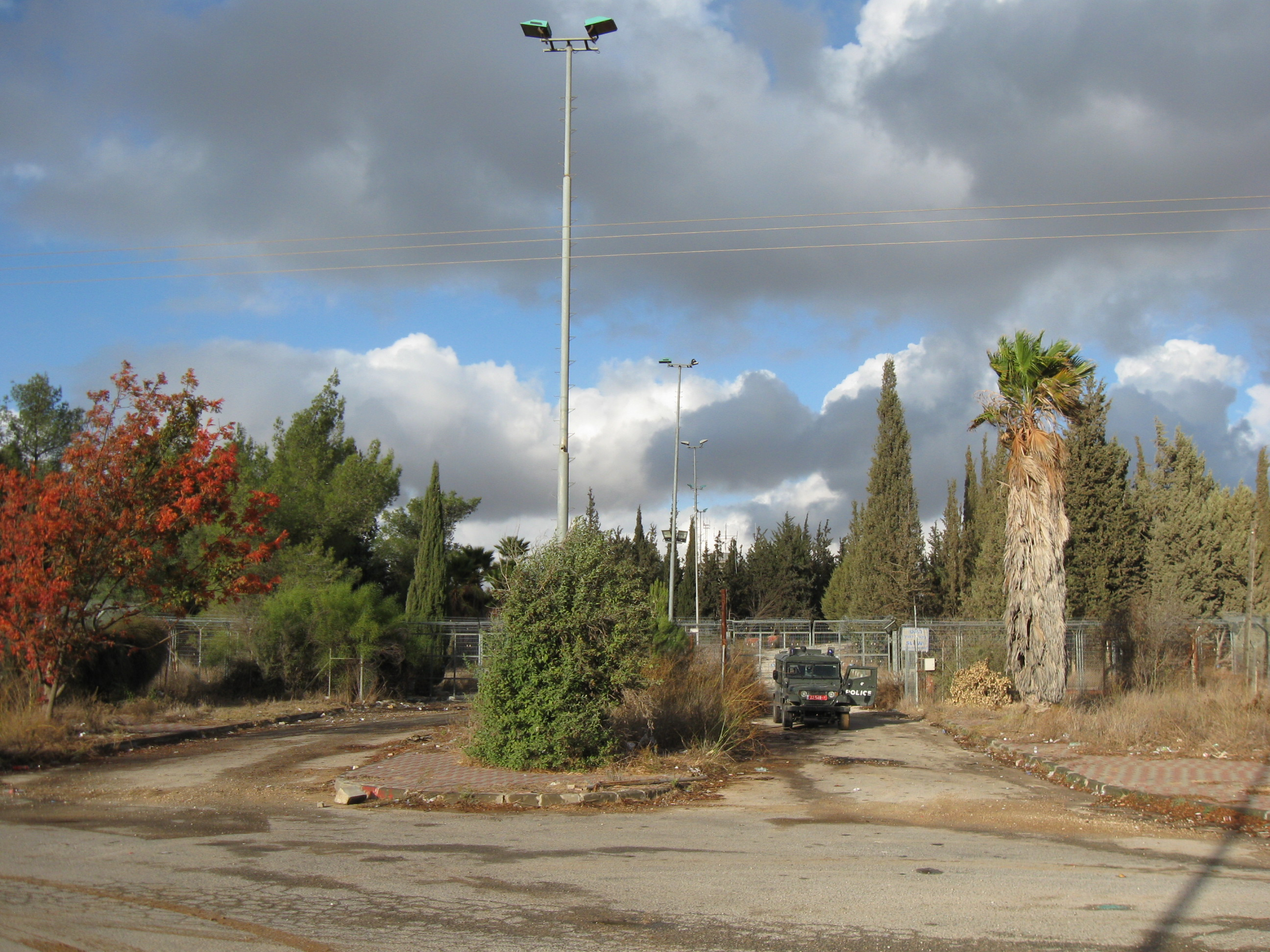